# حادثة موبرلي - جوردان

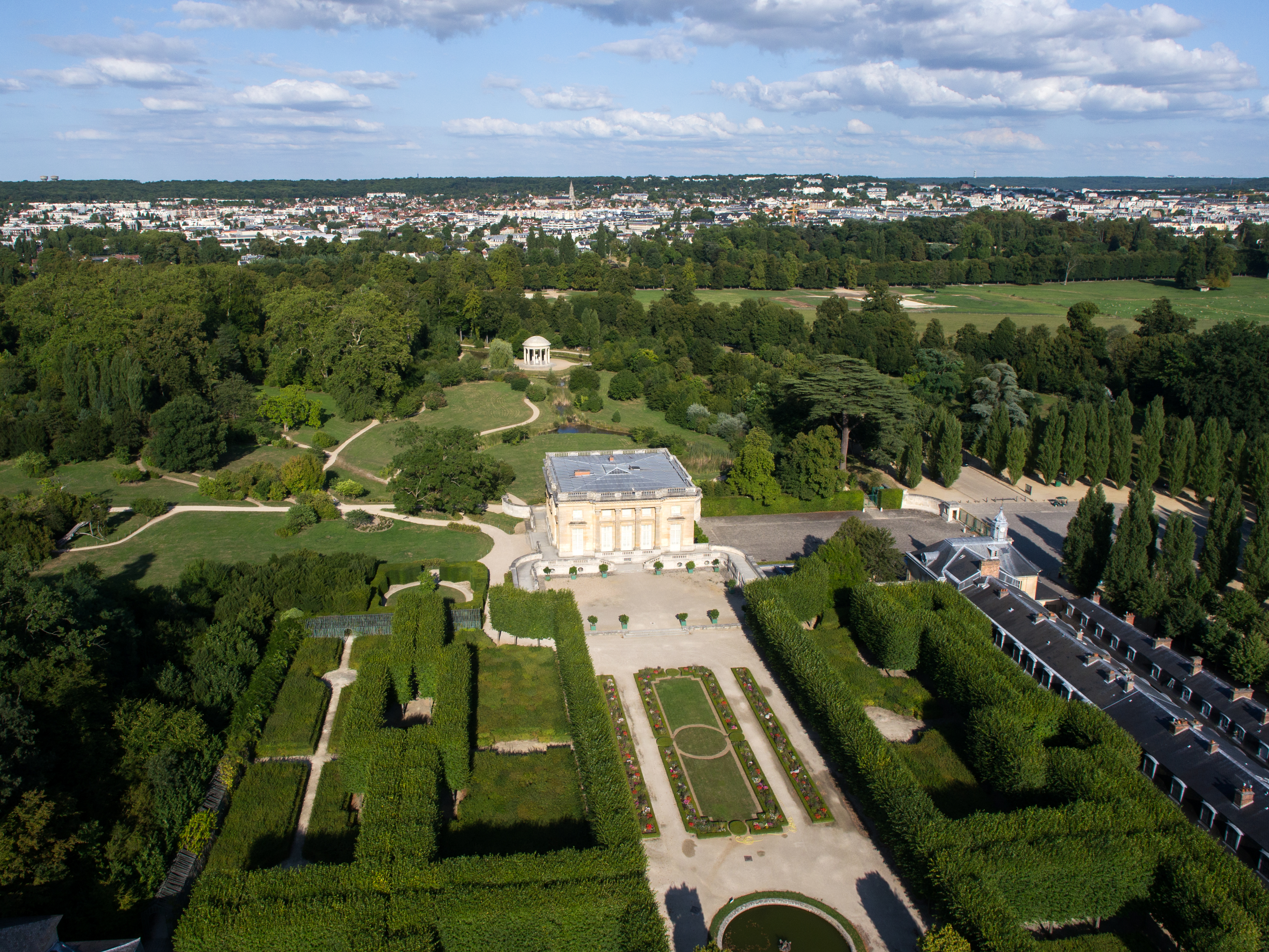
منظر جوي لبيتي تريانون ، فرساي.

حادثة موبرلي - جوردان (وتعرف أيضًا: أشباح بيتي تريانون أو فرساي ، (بالفرنسية: les fantômes du Trianon)‏ / les fantômes de Versailles) هو ادعاء بالسفر عبر الزمن ووجود أرواح مسكونة قدمته شارلوت آن موبرلي (1846-1937) وإليانور جوردان (1863-1924).
في عام 1911، نشرت موبرلي وجوردان كتابًا بعنوان مغامرة تحت اسمي «إليزابيث موريسون» و «فرانسيس لامونت». يصف كتابهم زيارة قاموا بها إلى بيتي تريانون، وهو قصر صغير في أراضي قصر فرساي، حيث زعموا أنهم شاهدوا الحدائق كما كانت في أواخر القرن الثامن عشر بالإضافة إلى الأشباح، بما في ذلك ماري أنطوانيت والآخرين. أحدثت قصتهم ضجة كبيرة وتعرضت للكثير من السخرية.

## الخلفية

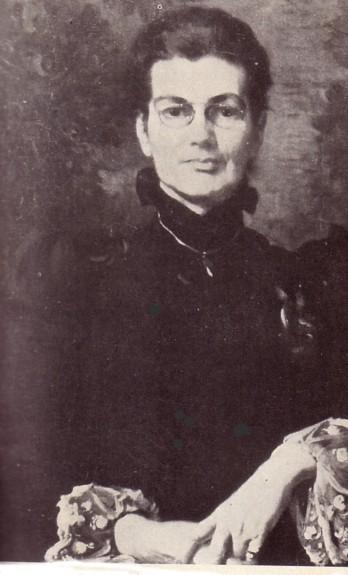
شارلوت آن موبرلي

موبرلي، المولودة عام 1846، كانت العاشرة من بين خمسة عشر طفلاً. جاءت من خلفية مهنية. كان والدها، جورج موبرلي، مديرًا لكلية وينشستر ولاحقًا أسقف سالزبوري.  في عام 1886 أصبحت موبرلي أول مديرة لقاعة سكن للفتيات، كلية سانت هيو في أكسفورد. من الواضح أن موبرلي كانت بحاجة إلى شخص ما لمساعدتها في إدارة الكلية، وطلبت ذلك من جوردان فأصبحت مساعدتها.

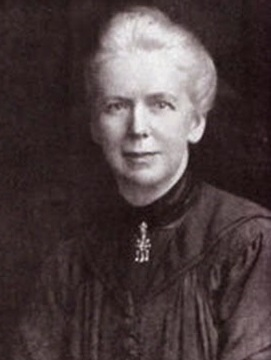
إليانور جوردان

ولدت جوردان عام 1863، وهي الأكبر بين عشرة أطفال. كان والدها، القس فرانسيس جوردان، نائب آشبورن في ديربيشاير. كانت شقيقة مؤرخة الفن مارغريت جوردان وعالم الرياضيات فيليب جوردان. ذهبت إلى المدرسة في مانشستر، على عكس معظم الفتيات اللائي تلقين تعليمهن في المنزل في ذلك الوقت.
كانت جوردان أيضًا مؤلفة للعديد من الكتب المدرسية، وأدارت مدرسة خاصة بها، وبعد الحادث أصبحت نائب مدير كلية سانت هيو. قبل تعيين جوردان، فضلت موبرلي أن تتعرف عليها بشكل أفضل؛ وامتلكت جوردان شقة في باريس حيث عملت على تدريس الأطفال اللغة الإنجليزية، وذهبت موبرلي للبقاء معها.

## المطالبات
روت موبرلي وجوردان أنهما قررا زيارة قصر فرساي كجزء من عدة رحلات حول باريس، موضحين بالتفصيل كيف سافروا بالقطار في 10 أغسطس 1901 إلى فرساي. تذكروا عدم تفكيرهم كثيرًا في القصر بعد التجول فيه، لذلك قالوا إنهم قرروا السير عبر الحدائق إلى بيتي تريانون  ولكن بعد الوصول إلى جراند تريانون وجدوا أنه مغلق أمام الجمهور.
تذكروا السفر مع المرشد بيديكير، لكنهم قالوا إنهم ضاعوا بعد أن فاتهم منعطف الطريق الرئيسي (Allée des Deux Trianons)، ودخلوا ممرًا، حيث تجاوزوا وجهتهم. ذكرت موبرلي أنها لاحظت امرأة تهز قطعة قماش بيضاء من نافذة  بينما تتذكر جوردان أنها لاحظت مزرعة قديمة مهجورة، كان خارجها محراث قديم.
في هذه المرحلة، وصفوا شعورًا بالاضطهاد والكآبة يحل عليهم  وبعد ذلك طلب منهم مجموعة رجال بالمضي قدمًا، حيث اعتقدا أنهم يشبهون عاملي بساتين القصر. ووصفت موبرلي الرجال بأنهم «مسؤولون محترمون للغاية، يرتدون معاطف طويلة خضراء رمادية اللون مع قبعات صغيرة ذات ثلاث زوايا». تذكرت جوردان أنها لاحظت كوخًا به امرأة تمد إبريقًا لفتاة في المدخل، واصفة إياها بأنها «لوحة حية»، صورة حية، تشبه إلى حد كبير أعمال شمع مدام توسو. لم تراقب موبرلي الكوخ، لكنها تذكرت أنها شعرت بتغير الجو. كتبت: «بدا كل شيء فجأة غير طبيعي، وبالتالي غير سار؛ حتى الأشجار بدت مسطحة وبلا حياة، مثل الخشب الذي يعمل في النسيج. لم تكن هناك آثار للضوء والظل، ولا ريح تحرك الأشجار».

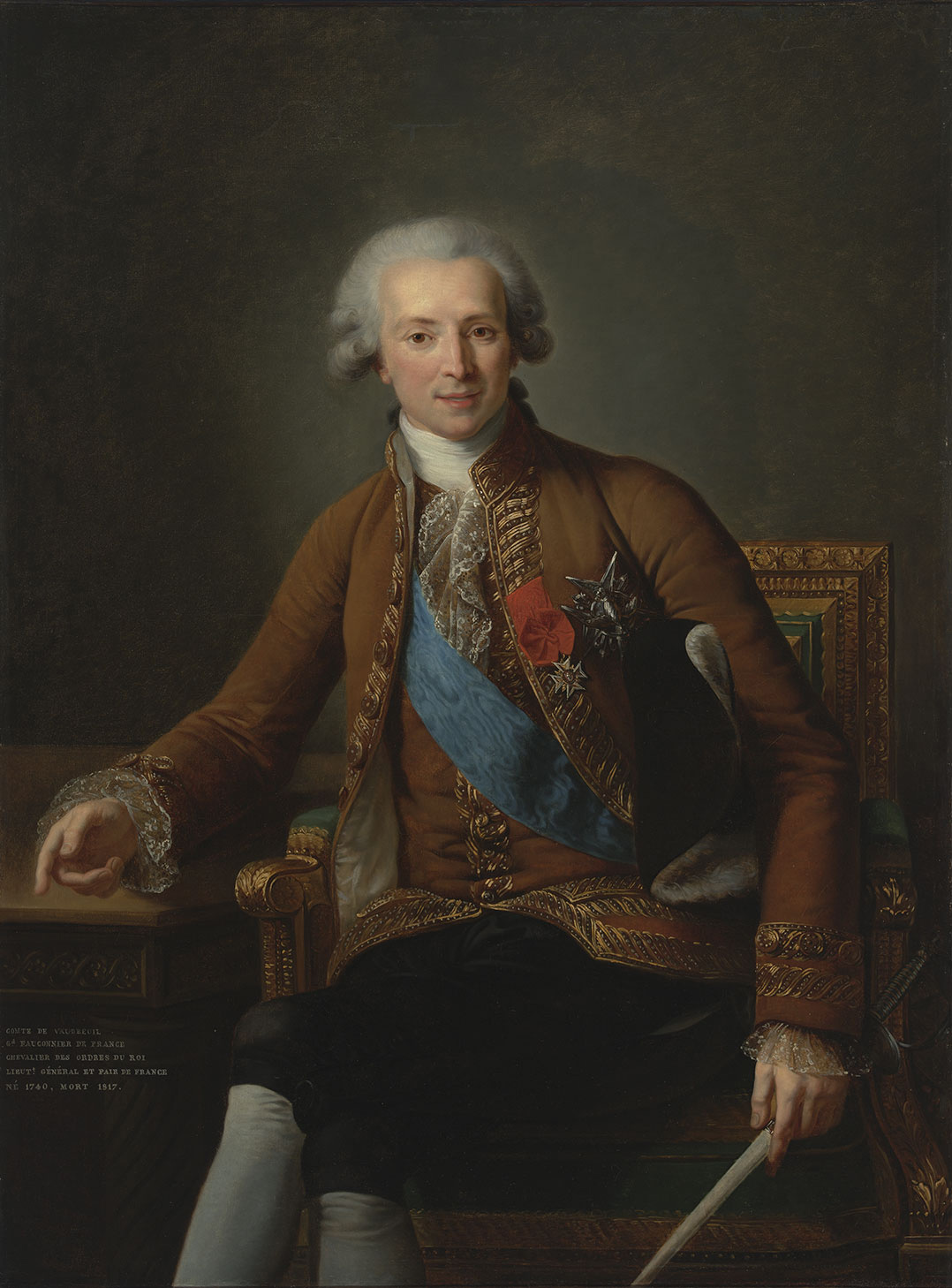
اقتراح أن كونت فودريل لاحقًا كمرشح للرجل ذي الوجه الملون الذي زعمت أن موبلي و جوردان قد رآه.

أفادوا بأنهم وصلوا إلى حافة خشب، بالقرب من معبد الحب (Temple de l'Amour)، وصادفوا رجلاً جالسًا بجانب كشك حديقة، يرتدي عباءة وقبعة مظللة كبيرة. وفقًا لموبرلي، كان مظهره "مثيرًا للاشمئزاز... تعبيره بغيض. كانت بشرته داكنة وخشنة." وأشارت جوردان إلى أن "الرجل أدار وجهه رويداً رويداً، الذي كان مصاباً بالجدري؛ كانت بشرته داكنة جداً. كان التعبير شريرًا ومع ذلك غير مرئي، وعلى الرغم من أنني لم أشعر أنه كان ينظر إلينا بشكل خاص، إلا أنني شعرت بالاشمئزاز لتجاوزه. قالوا إن رجلاً آخر وصفوه بأنه "طويل... بعيون كبيرة داكنة، وشعر أسود متموج تحت قبعة سمبريرو كبيرة" جاء إليهم، وأظهر لهم الطريق إلى بيتي تريانون.

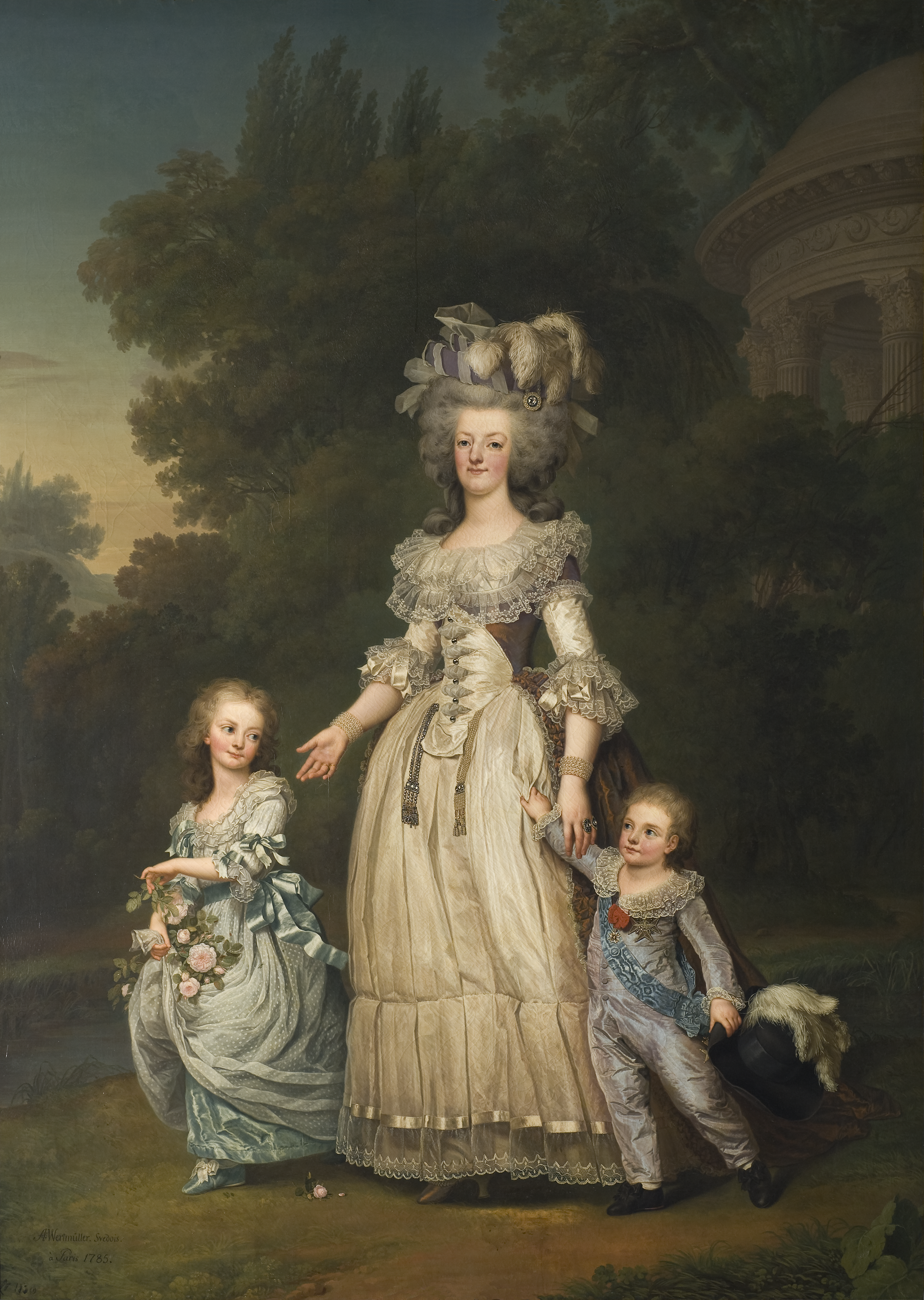
صورة لماري أنطوانيت بواسطة ويرتمولر. يُزعم أنه الشكل الذي رآته موبرلي بالقرب من بيتي تريانون يشبه الملكة كما هو موضح في هذه اللوحة

قالت موبرلي إنها لاحظت سيدة ترسم على العشب نظرت إليهم بعد أن عبروا جسرًا للوصول إلى الحدائق أمام القصر. فيما بعد وصفت السيدة بأنها ترتدي فستانًا صيفيًا خفيفًا وقبعة بيضاء مظللة بها الكثير من الشعر الفاتح. ذكرت موبرلي:«اعتقدت في البداية أنها كانت سائحة، لكن يبدو أن الفستان قديم الطراز.» توصلت موبرلي بالاعتقاد بأن السيدة هي ماري أنطوانيت. لكن جوردان لم ترى السيدة.
عند عودتهم إلى القصر، أفادوا أنه تم توجيههم إلى المدخل وانضموا إلى مجموعة من الزوار الآخرين.  قالوا إنهم بعد جولة في المنزل، تناولوا الشاي في فندق Hotel des Reservoirs قبل العودة إلى شقة جوردان.

## ما بعد الحادثة
وفقًا لجوردان وموبيرلي، لم تذكر أي منهما الحادث لبعضهما البعض إلا بعد أسبوع من مغادرة فرساي عندما بدأت موبرلي، في رسالة إلى أختها  حول رحلتهما، بالكتابة عن فترة ما بعد الظهيرة التي وقعت فيها حادثة فرساي. وبحسب ما ورد سألت جوردان عما إذا كانت تعتقد أن بيتي تريانون كان مسكونًا، وأخبرتها جوردان أنها تعتقد ذلك. بعد ثلاثة أشهر في أكسفورد، قال الزوجان إنهما قارنوا ملاحظاتهما وقرروا كتابة روايات منفصلة لما حدث أثناء البحث أيضًا في تاريخ تريانون. اعتقدوا أنهم ربما شاهدوا الأحداث التي وقعت في 10 أغسطس 1792، قبل ستة أسابيع فقط من إلغاء النظام الملكي الفرنسي، عندما حاصر قصر التويليري في باريس وقتل حراس الملك السويسريين.
وفقًا لروايتهم، قاموا بزيارة حدائق تريانون مرة أخرى في عدة مناسبات، لكنهم لم يتمكنوا من تتبع المسار الذي سلكوه. فُقدت معالم مختلفة، مثل الكشك والجسر، وكانت الأرض مليئة بالناس. في محاولة للتوصل إلى تفسير، تساءلوا عما إذا كانوا قد عثروا على حفلة خاصة أو حدث تم حجزه في ذلك اليوم. ومع ذلك، وجدوا أنه لم يتم حجز أي شيء بعد ظهر ذلك اليوم. من خلال بحثهم، اعتقدوا أنهم تعرفوا على الرجل الذي رأوه من قبل الكشك على أنه كونت فودريل صديق ماري أنطوانيت، التي ادعت هي موبرلي رؤيته.
مقتنعين بأن المنطقة كانت مسكونة، قرروا نشر قصتهم في كتاب مغامرة (1911) تحت أسماء مستعارة إليزابيث موريسون وفرانسيس لامونت. أثار الكتاب، الذي يحتوي على الادعاء بأن ماري أنطوانيت قد واجهت في عام 1901، ضجة كبيرة. ومع ذلك، فإن العديد من النقاد لم يأخذوها على محمل الجد على أساس اللامعقولية والتناقضات التي احتوتها. أشارت مراجعة للكتاب بقلم إليانور ميلدريد سيدجويك في وقائع جمعية البحث النفسي إلى أن النساء أساءن تفسير الأحداث العادية التي مررن بها.  في عام 1903، تم العثور على خريطة قديمة لحدائق تريانون وأظهرت جسرًا ادعت المرأتان أنهما عبرتهما ولم يكن موجودًا على أي خريطة أخرى. لم يتم الإعلان عن هوية مؤلفي An Adventure حتى عام 1931.
ادعت كلتا المرأتين العديد من التجارب الخارقة قبل وبعد مغامرتهما. في إحداها، ادعت موبرلي أنها رأت في متحف اللوفر في عام 1914 ظهورًا للإمبراطور الروماني قسطنطين، وهو رجل ذو ارتفاع غير عادي يرتدي تاجًا ذهبيًا؛ لم يراقبه أي شخص آخر. خلال الحرب العالمية الأولى، أصبحت جوردان، الشخصية المهيمنة للزوجة الذي نجحت في منصب مدير مدرسة سانت هيو، مقتنعة بأن جاسوسًا ألمانيًا كان مختبئًا في الكلية. بعد أن طورت سلوكًا استبداديًا بشكل متزايد، توفيت فجأة في عام 1924 في بعد فضيحة أكاديمية سببتها اثناء إدارتها للكلية، وأثار سلوكها استقالات جماعية لأعضاء هيئة التدريس.  ثم توفيت موبرلي بعدها عام 1937.
تم تحويل قصة المغامرة إلى فيلم تلفزيوني، إنتاج تلفزيون أنجليا (Miss Morison's Ghosts)، من تأليف وإنتاج إيان كيرتيس وإخراج جون بروس، في عام 1981، مع ويندي هيلير بدور موبرلي / موريسون وهانا غوردون بدور جوردان / لامونت.  بثت بي بي سي مسرحية إذاعية مدتها 90 دقيقة في عامي 2004 و 2015.

## التفسيرات والنقد

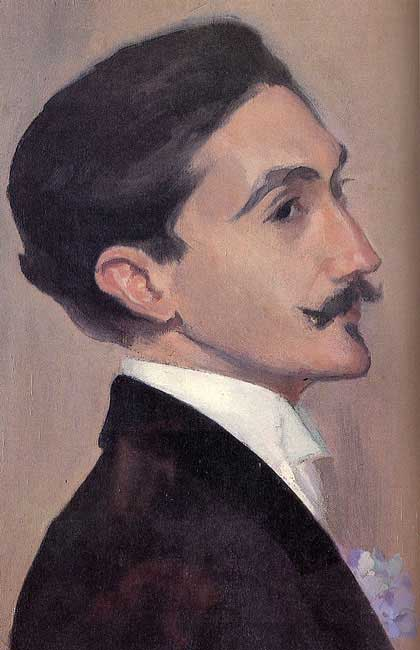
روبرت دي مونتسكيو

اقترح فيليب جوليان شرحًا للأحداث في سيرته الذاتية عام 1965 للشاعر الفرنسي الأرستقراطي المنحط روبرت دي مونتسكيو . في وقت رحلة موبرلي وجوردان إلى فرساي، كان مونتسكيو يعيش في مكان قريب ويقال إنه أقام حفلات في الأرض حيث كان أصدقاؤه يرتدون زيًا قديمًا ويؤدون تابلوه حياً كجزء من ترفيه في الحفل. قد تكون موبرلي وجوردان أطلقتا من غير قصد أنها حفلة ملابس تنكرية لمثليين حيث اختلطوا عليها لكون الحفلة مؤرقة. وكان من الممكن أن تكون شخصية ماري أنطوانيت سيدة مجتمع أو لربما الرجل المثير مونتسكيو نفسه الذي يرتدي ملابس متقاطعة. وقد اقترح أن تجمع الطليعة الفرنسية المنحلة في ذلك الوقت كان يمكن أن يترك انطباعًا شريرًا على اثنين من العوانس الإدوارديين من الطبقة المتوسطة الذين لم يكونوا معتادين على مثل هذه الشركة.
وفي استعراض لتاريخ المغامرة موبرلي-جوردان ورد فعل الجمهور واسعة لها، تيري كاسل أشارت بتشكك الادعاء بأن الوهم المشتركة قد نشأ من أصل مثلية الامرأتين وجنونهما المشترك. استنتجت كاسل أنه عندما يتم النظر في جميع التفسيرات المقترحة، يبقى جوهر الغموض مرتبطًا بالديناميات النفسية للزوج بقدر ما يتعلق بأي جوانب من الخوارق المرتبطة بقصتهما.
دون المصادقة الكاملة على تفسير دي مونتسكيو، قام مايكل كولمان بفحص القصة بعناية، وعلى وجه الخصوص، النسختين المنشورتين من روايات السيدات (التي كتبت سابقًا، من نوفمبر 1901، لم تُنشر سابقًا إلا في الإصدار الثاني الصغير. نسخة مطبوعة من An Adventure في عام 1913). خلص كولمان إلى أن النصوص المتاحة على نطاق واسع، كما نُشرت في طبعات عام 1911 وما بعدها، قد تم تضخيمها إلى حد كبير بعد الأحداث الموصوفة وبعد أن بدأت السيدات تحقيقاتهن، في حين أن الروايات الأصلية لم يكن لديها سوى القليل أو لا شيء يوحي بتجربة خارقة للطبيعة. كما تساءل عن دقة وموثوقية البحث اللاحق للسيدات، مشيرًا إلى أن قلة من المخبرين، إن وجدوا، وأن معظم مراجعهم الأدبية والتاريخية مأخوذة من مصادر غير موثوقة.
اقترح عالم النفس ليونارد زوسن أن الحادث كان «تجربة هلوسة» تم تطويرها بمرور الوقت من خلال المعلومات التي جمعتها موبيرلي وجوردان بعد الواقعة.
خلص بريان دانينغ من برايان دونينغ إلى أن «موبرلي وجوردان كانا مجرد بشر» وكانا مخطئين. ويشير إلى أنه تم تزيين إصدارات An Adventure في كل مرة يتم نشرها، وكان التناقض في ذاكرتهم واضحًا. على سبيل المثال، في الطبعة الثانية، كتب أن موبرلي لم تذكر المرأة التي تكون بالرسم إلى جوردان إلا بعد ثلاثة أشهر من زيارتهم لفرساي، ولم تتذكر جوردان مثل هذا الشيء. في المقابل، لم تتذكر موبرلي الكثير مما وصفته جوردان. «بعد الكثير من النقاش ومشاركة الملاحظات والأبحاث التاريخية، توصل موبرلي وجوردان إلى الفترة الزمنية التي تعود إلى عام 1789 وخصصا هويات لعدد قليل من الشخصيات التي رأوها، بما في ذلك ماري أنطوانيت نفسها بصفتها السيدة التي ترسم على العشب». كما اعترفت موبرلي وجوردان بفقدانهما على الأراضي الشاسعة لفرساي، يشير دانينغ إلى أن أوصافهم لجسور المشاة والأكشاك يمكن أن تناسب أي عدد من الهياكل القائمة.
قبلت السيدة جوان إيفانز، التي تملك حقوق الطبع والنشر لشركة An Adventure ، تفسير جوليان وحظرت أي إصدارات أخرى. ومع ذلك، بعد أن خرج العمل من حقوق الطبع والنشر، أعيد نشره في عام 1988 باسم أشباح تريانون: «المغامرة» الكاملة بواسطة توث للنشر ومرة أخرى في عام 2008 بواسطة CreateSpace ، في كلتا الحالتين ينسب الفضل إلى موبرلي وجوردان كمؤلفين.
لاحظ المؤرخ روي سترونج أنه على الرغم من فضح قصة موبرلي جوردان، إلا أنها «احتفظت بقبضتها على مخيلة الجمهور لمدة نصف قرن».

### الحواشي
1. ↑  The review is reprinted in Iremonger 1975.